# Leichtathletik-Juniorenweltmeisterschaften 1996
Die 6. Leichtathletik-Juniorenweltmeisterschaften fanden vom 20. bis 25. August 1996 in Sydney in Australien statt.

## Männer

### 100 m
| Platz | Athlet             | Land | Zeit (s) |
| ----- | ------------------ | ---- | -------- |
| 1     | Francis Obikwelu   | NGR  | 10,21    |
| 2     | Seun Ogunkoya      | NGR  | 10,25    |
| 3     | Francesco Scuderi  | ITA  | 10,43    |
| 4     | Jamie Henthorn     | GBR  | 10,45    |
| 5     | Dwain Chambers     | GBR  | 10,47    |
| 6     | Lawrence Armstrong | USA  | 10,48    |
| 7     | Lindel Frater      | JAM  | 10,52    |
| 8     | Dean Wise          | NZL  | 10,59    |

### 200 m
| Platz | Athlet           | Land | Zeit (s) |
| ----- | ---------------- | ---- | -------- |
| 1     | Francis Obikwelu | NGR  | 20,47    |
| 2     | Riaan Dempers    | RSA  | 20,96    |
| 3     | Bryan Harrison   | USA  | 21,10    |
| 4     | Sunday Emmanuel  | NGR  | 21,11    |
| 5     | Ruddy Zami       | FRA  | 21,11    |
| 6     | Paul Pearce      | AUS  | 21,12    |
| 7     | Aldo Tonazzi     | SUI  | 21,22    |
| 8     | Roy Bailey       | JAM  | 21,24    |

### 400 m
| Platz | Athlet             | Land | Zeit (s) |
| ----- | ------------------ | ---- | -------- |
| 1     | Obea Moore         | USA  | 45,27    |
| 2     | Jerome Davis       | USA  | 45,86    |
| 3     | Shane Niemi        | CAN  | 45,94    |
| 4     | Dai Tamesue        | JPN  | 46,03    |
| 5     | Piotr Haczek       | POL  | 46,29    |
| 6     | Rohan McDonald     | JAM  | 46,88    |
| 7     | David Canal        | ESP  | 47,21    |
| 8     | Piotr Długosielski | POL  | 47,43    |

### 800 m
| Platz | Athlet          | Land | Zeit (min) |
| ----- | --------------- | ---- | ---------- |
| 1     | Mwengi Mutua    | KEN  | 1:48,21    |
| 2     | Tom Lerwill     | GBR  | 1:48,40    |
| 3     | Grant Cremer    | AUS  | 1:48,46    |
| 4     | Japheth Kimutai | KEN  | 1:48,97    |
| 5     | Nils Schumann   | GER  | 1:49,44    |
| 6     | Viktors Lācis   | LAT  | 1:50,11    |
| 7     | Zach Whitmarsh  | CAN  | 1:50,26    |
| 8     | James Nolan     | IRL  | 1:51,88    |

### 1500 m
| Platz | Athlet             | Land | Zeit (min) |
| ----- | ------------------ | ---- | ---------- |
| 1     | Shadrack Langat    | KEN  | 3:38,96    |
| 2     | Mohammed Yagoub    | SUD  | 3:39,17    |
| 3     | Miloud Abaoub      | ALG  | 3:39,37    |
| 4     | Gert-Jan Liefers   | NED  | 3:40,47    |
| 5     | Grigorij Generalow | RUS  | 3:40,82    |
| 6     | Rui Silva          | POR  | 3:41,81    |
| 7     | Ali Saïdi-Sief     | ALG  | 3:42,12    |
| 8     | Noah Ngeny         | KEN  | 3:42,44    |

### 5000 m
| Platz | Athlet           | Land | Zeit (min)  |
| ----- | ---------------- | ---- | ----------- |
| 1     | Assefa Mezgebu   | ETH  | 13:35,30 CR |
| 2     | David Chelule    | KEN  | 13:36,27    |
| 3     | Aaron Gabonewe   | RSA  | 13:46,19    |
| 4     | Tetsuhiro Furuta | JPN  | 13:46,59    |
| 5     | Marko Hhawu      | TAN  | 13:52,51    |
| 6     | Godfrey Nyombi   | UGA  | 13:55,92    |
| 7     | Yūki Yamamoto    | JPN  | 14:06,59    |
| 8     | John Gilay       | TAN  | 14:07,93    |

### 10.000 m
| Platz | Athlet           | Land | Zeit (min) |
| ----- | ---------------- | ---- | ---------- |
| 1     | Assefa Mezgebu   | ETH  | 28:27,78   |
| 2     | David Chelule    | KEN  | 28:29,14   |
| 3     | Tetsuhiro Furuta | JPN  | 28:31,61   |
| 4     | David Galindo    | MEX  | 28:34,66   |
| 5     | Marko Hhawu      | TAN  | 28:35,02   |
| 6     | David Ngetich    | KEN  | 28:39,79   |
| 7     | Naoki Mishiro    | JPN  | 28:50,21   |
| 8     | Sisay Bezabeh    | ETH  | 28:55,97   |

### 10 km Gehen
| Platz | Athlet             | Land | Zeit (min) |
| ----- | ------------------ | ---- | ---------- |
| 1     | Paquillo Fernández | ESP  | 40:38,25   |
| 2     | David Márquez      | ESP  | 41:03,73   |
| 3     | Nathan Deakes      | AUS  | 41:11,44   |
| 4     | Liu Yunfeng        | CHN  | 41:20,36   |
| 5     | Aleksander Mironow | RUS  | 42:01,63   |
| 6     | Masato Yoshiara    | JPN  | 42:07,53   |
| 7     | Grzegorz Sudoł     | POL  | 42:12,26   |
| 8     | Mario Flores       | MEX  | 42:40,53   |

### 110 m Hürden
| Platz | Athlet              | Land | Zeit (s) |
| ----- | ------------------- | ---- | -------- |
| 1     | Yoel Hernández      | CUB  | 13,83    |
| 2     | Tomasz Ścigaczewski | POL  | 13,88    |
| 3     | Joe Naivalu         | FIJ  | 13,91    |
| 4     | Ross Baillie        | GBR  | 14,01    |
| 5     | Damien Greaves      | GBR  | 14,04    |
| 6     | David Janin         | FRA  | 14,04    |
| 7     | John McAfee         | USA  | 14,22    |
| 8     | Schiwko Widenow     | BUL  | 32,79    |

### 400 m Hürden
| Platz | Athlet             | Land | Zeit (s) |
| ----- | ------------------ | ---- | -------- |
| 1     | Mubarak al-Nubi    | QAT  | 49,07    |
| 2     | Llewellyn Herbert  | RSA  | 49,15    |
| 3     | Angelo Taylor      | USA  | 50,18    |
| 4     | Kjell Provost      | BEL  | 51,11    |
| 5     | Marcel Lopuchovský | SVK  | 51,16    |
| 6     | Alexandre Marchand | CAN  | 51,29    |
| 7     | Willie Smit        | NAM  | 51,83    |
| 8     | Isaac Magut        | KEN  | 52,00    |

### 3000 m Hindernis
| Platz | Athlet             | Land | Zeit (min) |
| ----- | ------------------ | ---- | ---------- |
| 1     | Julius Chelule     | KEN  | 8:33,09    |
| 2     | Kipkurui Misoi     | KEN  | 8:33,31    |
| 3     | Ali Ezzine         | MAR  | 8:35,60    |
| 4     | Günther Weidlinger | AUT  | 8:38,97    |
| 5     | Antonio Álvarez    | ESP  | 8:41,98    |
| 6     | Million Wolde      | ETH  | 8:42,37    |
| 7     | Bouabdallah Tahri  | FRA  | 8:45,85    |
| 8     | Li Changzhong      | CHN  | 8:46,74    |

### 4 × 100 m Staffel
| Platz | Land                   | Athleten                                                           | Zeit (s) |
| ----- | ---------------------- | ------------------------------------------------------------------ | -------- |
| 1     | Vereinigte Staaten     | Vince Williams Jerome Davis Obea Moore Lawrence Armstrong          | 39,36    |
| 2     | Frankreich             | Vincent Caure Didier Héry Ruddy Zami David Patros                  | 39,47    |
| 3     | Australien             | Peter Missingham David Baxter Paul Pearce Paul Di Bella            | 39,62    |
| 4     | Deutschland            | Marc-Oliver Schmidtchen Jens Weissbach Patrick Weimer Jérôme Crews | 39,67    |
| 5     | Japan                  | Yasuhide Nishikawa Masayuki Okusako Takashi Miyata Shingo Kawabata | 39,75    |
| 6     | Italien                | Omar Sacco Alessandro Attene Michele Paggi Francesco Scuderi       | 40,18    |
| 7     | Vereinigtes Königreich | Christian Malcolm Jamie Henthorn Uvie Ugono Dwain Chambers         | 40,32    |
|       | Neuseeland             | Donald MacDonald Michael O’Connor Corey Chase Dean Wise            | DNF      |

### 4 × 400 m Staffel
| Platz | Land                   | Athleten                                                         | Zeit (min) |
| ----- | ---------------------- | ---------------------------------------------------------------- | ---------- |
| 1     | Vereinigte Staaten     | Desmond Johnson Jerome Davis Robin Martin Obea Moore             | 3:03,65    |
| 2     | Japan                  | Hiroki Takahashi Dai Tamesue Masayuki Okusako Shinji Morita      | 3:06,01    |
| 3     | Vereinigtes Königreich | Kris Stewart Tom Lerwill Mark Rowlands Geoff Dearman             | 3:06,76    |
| 4     | Spanien                | Victor Vallejo Adrián Fernández Alberto Martínez David Canal     | 3:06,95    |
| 5     | Australien             | Scott Thom Eugene Bernaudo Brad Jamieson Casey Vincent           | 3:07,21    |
| 6     | Polen                  | Piotr Jagiello Jacek Lewandowski Piotr Długosielski Piotr Haczek | 3:08,04    |
| 7     | Jamaika                | Michael Campbell Roy Bailey David Spencer Rohan McDonald         | 3:09,04    |
| 8     | Kenia                  | Joseph Mwengi Mutua Paul Ngotho Japheth Kimutai Isaac Magut      | 3:09,04    |

### Hochsprung
| Platz | Athlet            | Land | Höhe (m) |
| ----- | ----------------- | ---- | -------- |
| 1     | Mark Boswell      | CAN  | 2,24     |
| 2     | Svatoslav Ton     | CZE  | 2,21     |
| 2     | Ben Challenger    | GBR  | 2,21     |
| 4     | David Furman      | USA  | 2,18     |
| 5     | Toni Huikuri      | FIN  | 2,18     |
| 6     | Dejan Vreljakovic | SCG  | 2,18     |
| 7     | James Brierley    | GBR  | 2,15     |
| 7     | Roman Fricke      | GER  | 2,15     |

### Stabhochsprung
| Platz | Athlet              | Land | Höhe (m) |
| ----- | ------------------- | ---- | -------- |
| 1     | Paul Burgess        | AUS  | 5,35     |
| 2     | Patrik Kristiansson | SWE  | 5,30     |
| 3     | Danny Ecker         | GER  | 5,30     |
| 4     | Xu Gang             | CHN  | 5,25     |
| 5     | Timo Makkonen       | FIN  | 5,10     |
| 6     | Ferenc László       | HUN  | 5,30     |
| 7     | Viktor von Bothmer  | SWE  | 5,10     |
| 8     | Jonne Willman       | FIN  | 5,00     |
| 8     | Lars Börgeling      | GER  | 5,00     |
| 8     | Sergei Porochin     | RUS  | 5,00     |

### Weitsprung
| Platz | Athlet                 | Land | Weite (m) |
| ----- | ---------------------- | ---- | --------- |
| 1     | Oleksij Lukaschewytsch | UKR  | 7,91      |
| 2     | Raúl Fernández         | ESP  | 7,75      |
| 3     | Nathan Morgan          | GBR  | 7,74      |
| 4     | Yago Lamela            | ESP  | 7,73      |
| 5     | Ranko Leskovar         | SVN  | 7,68      |
| 6     | Yann Doménech          | FRA  | 7,68      |
| 7     | Joan Lino Martínez     | CUB  | 7,59      |
| 8     | Younès Moudrik         | MAR  | 7,51      |

### Dreisprung
| Platz | Athlet                 | Land | Weite (m) |
| ----- | ---------------------- | ---- | --------- |
| 1     | René Hernández         | CUB  | 16,50     |
| 2     | Michael Calvo          | CUB  | 16,17     |
| 3     | Ionuț Pungă            | ROU  | 16,15     |
| 4     | Wang Tao               | CHN  | 16,11     |
| 5     | Colomba Fofana         | FRA  | 16,09     |
| 6     | Allan Mortimer         | BAH  | 15,87     |
| 7     | Kim Hyuk               | KOR  | 16,74     |
| 8     | Wiktor Guschtschinskij | RUS  | 15,69     |

### Kugelstoßen
| Platz | Athlet            | Land | Weite (m) |
| ----- | ----------------- | ---- | --------- |
| 1     | Ralf Bartels      | GER  | 18,71     |
| 2     | Justin Anlezark   | AUS  | 18,21     |
| 3     | Clay Cross        | AUS  | 17,69     |
| 4     | Petr Stehlík      | CZE  | 17,35     |
| 5     | Mikuláš Konopka   | SVK  | 17,33     |
| 6     | Ian Waltz         | USA  | 17,31     |
| 7     | Jarkko Haukijärvi | FIN  | 17,09     |
| 8     | Iker Sukía        | ESP  | 16,77     |

### Diskuswurf
| Platz | Athlet            | Land | Weite (m) |
| ----- | ----------------- | ---- | --------- |
| 1     | Casey Malone      | USA  | 56,22     |
| 2     | Roland Varga      | HUN  | 55,20     |
| 3     | Frank Casanas     | CUB  | 54,86     |
| 4     | Zoltán Kővágó     | HUN  | 53,72     |
| 5     | Ian Waltz         | USA  | 53,16     |
| 6     | Nikolai Kowalenko | UKR  | 51,94     |
| 7     | Patrick Stang     | GER  | 51,86     |
| 8     | Sergei Pawlij     | RUS  | 51,56     |

### Hammerwurf
| Platz | Athlet              | Land | Weite (m) |
| ----- | ------------------- | ---- | --------- |
| 1     | Maciej Paryszko     | POL  | 71,24     |
| 2     | Wadsim Dsewjatouski | BLR  | 70,88     |
| 3     | Roman Konewtsow     | RUS  | 70,32     |
| 4     | Sergei Martemjanow  | BLR  | 68,22     |
| 5     | Mikko Dannbäck      | FIN  | 67,68     |
| 6     | Yosmel Montes       | CUB  | 67,34     |
| 7     | Oleg Sergejew       | RUS  | 67,12     |
| 8     | Ioannis Barlis      | GRE  | 66,52     |

### Speerwurf
| Platz | Athlet            | Land | Weite (m) |
| ----- | ----------------- | ---- | --------- |
| 1     | Sergey Voynov     | UZB  | 79,78     |
| 2     | Harri Haatainen   | FIN  | 76,12     |
| 3     | Steven Madeo      | AUS  | 73,88     |
| 4     | Juha Aarnio       | FIN  | 73,10     |
| 5     | Johan Vosloo      | RSA  | 71,96     |
| 6     | Ju Ki-Young       | KOR  | 71,60     |
| 7     | Christian Fusenig | GER  | 69,84     |
| 8     | Ola Larsen Pramm  | NOR  | 69,58     |

### Zehnkampf
| Platz | Athlet              | Land | Punkte |
| ----- | ------------------- | ---- | ------ |
| 1     | Attila Zsivóczky    | HUN  | 7582   |
| 2     | Dean Macey          | GBR  | 7480   |
| 3     | Chiel Warners       | NED  | 7368   |
| 4     | Štěpán Janáček      | CZE  | 7276   |
| 5     | Bart Bennema        | NED  | 7177   |
| 6     | James Fitzpatrick   | AUS  | 7166   |
| 7     | Aleksander Tschtepa | RUS  | 7084   |
| 8     | Gerd Brinkmann      | GER  | 7073   |

## Frauen

### 100 m
| Platz | Athletin           | Land | Zeit (s) |
| ----- | ------------------ | ---- | -------- |
| 1     | Nora Iwanowa       | BUL  | 11,32    |
| 2     | Andrea Anderson    | USA  | 11,43    |
| 3     | Esther Möller      | GER  | 11,46    |
| 4     | Saran Patterson    | JAM  | 11,47    |
| 5     | Lakeesha White     | USA  | 11,48    |
| 6     | Cydonie Mothersill | CAY  | 11,51    |
| 7     | Manuela Levorato   | ITA  | 11,54    |
| 8     | Lauren Hewitt      | AUS  | 11,55    |

### 200 m
| Platz | Athletin         | Land | Zeit (s) |
| ----- | ---------------- | ---- | -------- |
| 1     | Sylviane Félix   | FRA  | 23,16    |
| 2     | Lauren Hewitt    | AUS  | 23,32    |
| 3     | Nora Iwanowa     | BUL  | 23,59    |
| 4     | Agnė Visockaitė  | LTU  | 23,75    |
| 5     | Fabé Dia         | FRA  | 23,79    |
| 6     | Nanceen Perry    | USA  | 23,81    |
| 7     | Kim Gevaert      | BEL  | 23,88    |
| 8     | Johanna Manninen | FIN  | 23,89    |

### 400 m
| Platz | Athletin         | Land | Zeit (s) |
| ----- | ---------------- | ---- | -------- |
| 1     | Andreea Burlacu  | ROU  | 52,32    |
| 2     | Suzianne Reid    | USA  | 53,17    |
| 3     | Rosemary Hayward | AUS  | 53,28    |
| 4     | Julija Taranowa  | RUS  | 53,43    |
| 5     | Cindy Ega        | FRA  | 53,45    |
| 6     | Otilia Ruicu     | ROU  | 53,87    |
| 7     | Doreen Harstick  | GER  | 54,46    |
| 8     | Li Jing          | CHN  | 54,61    |

### 800 m
| Platz | Athletin             | Land | Zeit (min) |
| ----- | -------------------- | ---- | ---------- |
| 1     | Claudia Gesell       | GER  | 2:02,67    |
| 2     | Kathleen Friedrich   | GER  | 2:02,70    |
| 3     | Nancy Jebet Langat   | KEN  | 2:03,21    |
| 4     | Mairelín Fuentes     | CUB  | 2:03,49    |
| 5     | Anca Safta           | ROU  | 2:03,64    |
| 6     | Rhode Senekal-Snyman | RSA  | 2:04,59    |
| 7     | Marilena Zevedeanu   | ROU  | 2:08,19    |
| 8     | Natalja Jewdokimowa  | UKR  | 2:10,77    |

### 1500 m
| Platz | Athletin             | Land | Zeit (min) |
| ----- | -------------------- | ---- | ---------- |
| 1     | Kutre Dulecha        | ETH  | 4:08,65    |
| 2     | Jackline Maranga     | KEN  | 4:08,98    |
| 3     | Shura Hotesa         | ETH  | 4:09,49    |
| 4     | Rose Jerotich Kosgei | KEN  | 4:10,64    |
| 5     | Lidia Chojecka       | POL  | 4:11,36    |
| 6     | Brigitta Tusai       | HUN  | 4:13,59    |
| 7     | Anita Weyermann      | SUI  | 4:13,67    |
| 8     | Lavinia Miroiu       | ROU  | 4:14,68    |

### 3000 m
| Platz | Athletin            | Land | Zeit (min) |
| ----- | ------------------- | ---- | ---------- |
| 1     | Anita Weyermann     | SUI  | 8:50,73    |
| 2     | Edna Kiplagat       | KEN  | 8:53,06    |
| 3     | Etaferahu Tarekegne | ETH  | 8:53,77    |
| 4     | Ayelech Worku       | ETH  | 8:54,24    |
| 5     | Olivera Jevtić      | SCG  | 9:06,95    |
| 6     | Sun Guanghong       | CHN  | 9:07,14    |
| 7     | Miwako Yamanaka     | JPN  | 9:09,06    |
| 8     | Elizabeth Chemweno  | KEN  | 9:12,22    |

### 5000 m
| Platz | Athletin                  | Land | Zeit (min) |
| ----- | ------------------------- | ---- | ---------- |
| 1     | Ayelech Worku             | ETH  | 15:40,03   |
| 2     | Olivera Jevtić            | YUG  | 15:40,59   |
| 3     | Cristina Iloc             | ROU  | 15:41,44   |
| 4     | Etaferahu Tarekegn        | ETH  | 15:46,68   |
| 5     | Joan Jepkorir Aiyabei     | KEN  | 15:58,15   |
| 6     | Rie Matsuoka              | JPN  | 15:58,96   |
| 7     | Sun Guanghong             | CHN  | 16:13,40   |
| 8     | Priscah Jepleting Cherono | KEN  | 16:20,39   |

### 5 km Gehen
| Platz | Athletin        | Land | Zeit (min) |
| ----- | --------------- | ---- | ---------- |
| 1     | Irina Stankina  | RUS  | 21:31,85   |
| 2     | Olga Panfjorowa | RUS  | 21:52,27   |
| 3     | Claudia Iovan   | ROU  | 21:57,11   |
| 4     | Melanie Seeger  | GER  | 22:11,29   |
| 5     | Nie Yulin       | CHN  | 22:23,41   |
| 6     | Linda Coffee    | AUS  | 22:34,77   |
| 7     | Abigail Saenz   | MEX  | 22:37,68   |
| 8     | Gabriele Herold | GER  | 22:42,62   |

### 100 m Hürden
| Platz | Athletin          | Land | Zeit (s) |
| ----- | ----------------- | ---- | -------- |
| 1     | Joyce Bates       | USA  | 13,27    |
| 2     | Glory Alozie      | NGR  | 13,30    |
| 3     | Tan Yali          | CHN  | 13,37    |
| 4     | Dominque Calloway | USA  | 13,55    |
| 5     | Anna Pettersson   | SWE  | 13,88    |
| 6     | Tasha Danvers     | GBR  | 14,00    |
| 7     | Sandra Ingelmo    | ESP  | 14,11    |
|       | Reïna-Flor Okori  | FRA  | DSQ      |

### 400 m Hürden
| Platz | Athletin            | Land | Zeit (s) |
| ----- | ------------------- | ---- | -------- |
| 1     | Ulrike Urbansky     | GER  | 56,65    |
| 2     | Vicki Jamison       | GBR  | 57,57    |
| 3     | Tanya Jarrett       | JAM  | 57,91    |
| 4     | Josephine Fowley    | AUS  | 58,52    |
| 5     | Swetlana Badrankowa | KAZ  | 58,53    |
| 6     | Annika Kumlin       | FIN  | 58,80    |
| 7     | Medina Tudor        | ROU  | 58,90    |
| 8     | Yasnay Lescay       | CUB  | 59,40    |

### 4 × 100 m Staffel
| Platz | Land                   | Athletinnen                                                     | Zeit (s) |
| ----- | ---------------------- | --------------------------------------------------------------- | -------- |
| 1     | Vereinigte Staaten     | Andrea Anderson Lakeesha White Jernae Wright Nanceen Perry      | 43,79    |
| 2     | Jamaika                | Tulia Robinson Peta-Gaye Dowdie Saran Patterson Aleen Bailey    | 44,26    |
| 3     | Deutschland            | Sandra Abel Esther Möller Nancy Kette Marion Wagner             | 44,57    |
| 4     | Frankreich             | Céline Thélamon Doris Deruel Nadine Mahobah Fabé Dia            | 44,58    |
| 5     | Italien                | Stefania Ferrante Irene Daniele Manuela Grillo Manuela Levorato | 45,27    |
| 6     | Australien             | Simone Purvis Tamsyn Lewis Mindy Slomka Lauren Hewitt           | 45,50    |
| 7     | Japan                  | Kozue Motohashi Kayo Kuramoto Emiko Toda Ayumi Shimazaki        | 45,97    |
|       | Vereinigtes Königreich | Gosha Rostek Sarah Wilhelmy Victoria Shipman Rebecca Drummond   | DNF      |

### 4 × 400 m Staffel
| Platz | Land                | Athletinnen                                                        | Zeit (min) |
| ----- | ------------------- | ------------------------------------------------------------------ | ---------- |
| 1     | Deutschland         | Peggy Müller Claudia Gesell Doreen Harstick Ulrike Urbansky        | 3:31,12    |
| 2     | Rumänien            | Medina Tudor Anca Safta Otilia Ruicu Andreea Burlacu               | 3:32,16    |
| 3     | Australien          | Jennifer Marshall Tamsyn Lewis Josephine Fowley Rosemary Hayward   | 3:32,47    |
| 4     | Vereinigte Staaten  | Heather Hanchak Tamieka Grizzle Theodoesha Rivers Suziann Reid     | 3:34,26    |
| 5     | Volksrepublik China | Wu Wei Bi Tanna Chen Yuxiang Li Jing                               | 3:35,33    |
| 6     | Russland            | Julija Nossowa Olga Sacharowa Jekaterina Solowjowa Julija Taranowa | 3:37,34    |
|       | Frankreich          | Sylviane Félix Katiana Rene Sylvanie Morandais Cindy Ega           | DSQ        |
|       | Jamaika             | Michelle Burgher Keasha Downer Ronetta Smith Tanya Jarrett         | DSQ        |

### Hochsprung
| Platz | Athletin          | Land | Höhe (m) |
| ----- | ----------------- | ---- | -------- |
| 1     | Julija Ljachowa   | RUS  | 1,93     |
| 2     | Dóra Győrffy      | HUN  | 1,91     |
| 3     | Swetlana Lapina   | RUS  | 1,91     |
| 4     | Erin Aldrich      | USA  | 1,88     |
| 5     | Emelie Färdigh    | SWE  | 1,88     |
| 6     | Hestrie Storbeck  | RSA  | 1,85     |
| 6     | Wita Palamar      | UKR  | 1,85     |
| 8     | Katja Vainikainen | FIN  | 1,80     |
| 8     | Michelle Dunkley  | GBR  | 1,80     |

### Weitsprung
| Platz | Athletin            | Land | Weite (m) |
| ----- | ------------------- | ---- | --------- |
| 1     | Guan Yingnan        | CHN  | 6,53      |
| 2     | Cristina Nicolau    | ROU  | 6,47      |
| 3     | Johanna Halkoaho    | FIN  | 6,38      |
| 4     | Magdalena Christowa | BUL  | 6,35      |
| 5     | Julija Akulenko     | UKR  | 6,31      |
| 6     | Tambi Jogis         | AUS  | 6,18      |
| 7     | Olivia Wöckinger    | AUT  | 6,09      |
| 8     | Eva Dolezalová      | CZE  | 6,03      |

### Dreisprung
| Platz | Athletin              | Land | Weite (m) |
| ----- | --------------------- | ---- | --------- |
| 1     | Teresa Marinowa       | BUL  | 14,62 CR  |
| 2     | Cristina Nicolau      | ROU  | 13,64     |
| 3     | Adelina Gavrilă       | ROU  | 13,50     |
| 4     | Oxana Rogowa          | RUS  | 13,49     |
| 5     | Anja Valant           | SVN  | 13,49     |
| 6     | Wu Xueli              | CHN  | 13,42     |
| 7     | Liliana Zagacka       | POL  | 13,15     |
| 8     | Chrystelle Le Gouguec | FRA  | 13,11     |

### Kugelstoßen
| Platz | Athletin           | Land | Weite (m) |
| ----- | ------------------ | ---- | --------- |
| 1     | Song Feina         | CHN  | 16,58     |
| 2     | Nadine Beckel      | GER  | 16,39     |
| 3     | Jelena Iwanenko    | BLR  | 16,22     |
| 4     | Bai Damei          | CHN  | 16,06     |
| 5     | Sofia Orfaniotou   | GRE  | 15,50     |
| 6     | Oksana Tschibisowa | RUS  | 15,21     |
| 7     | Claudia Venghaus   | GER  | 15,16     |
| 8     | Seilala Sua        | USA  | 15,04     |

### Diskuswurf
| Platz | Athletin             | Land | Weite (m) |
| ----- | -------------------- | ---- | --------- |
| 1     | Ma Shuli             | CHN  | 56,32     |
| 2     | Seilala Sua          | USA  | 56,32     |
| 3     | Zhang Yaqing         | CHN  | 55,70     |
| 4     | Nadine Beckel        | GER  | 52,98     |
| 4     | Lăcrămioara Ionescu  | ROU  | 52,86     |
| 6     | Yuka Murofushi       | JPN  | 51,56     |
| 7     | Ljudmila Rublewskaja | RUS  | 51,20     |
| 8     | Barbara Sugár        | HUN  | 50,84     |

### Speerwurf
| Platz | Athletin              | Land | Weite (m) |
| ----- | --------------------- | ---- | --------- |
| 1     | Osleidys Menéndez     | CUB  | 60,96     |
| 2     | Nikolett Szabó        | HUN  | 58,34     |
| 3     | Bina Ramesh           | FRA  | 57,70     |
| 4     | Nora Bicet            | CUB  | 55,52     |
| 5     | Elizabeta Randjelovic | SVN  | 54,72     |
| 6     | Chu Chunxia           | CHN  | 53,86     |
| 7     | Sarah Walter          | FRA  | 52,86     |
| 8     | Andrea Gránicz        | HUN  | 52,80     |

### Siebenkampf
| Platz | Athletin                | Land | Punkte |
| ----- | ----------------------- | ---- | ------ |
| 1     | Jelisaweta Schalygina   | RUS  | 5711   |
| 2     | Johanna Halkoaho        | FIN  | 5656   |
| 3     | Hana Dolezelová         | CZE  | 5504   |
| 4     | Inga Leiwesmeier        | GER  | 5490   |
| 5     | Natalja Roschtschupkina | RUS  | 5448   |
| 6     | Saskia Meijer           | NED  | 5352   |
| 7     | Sonja Kesselschläger    | GER  | 5322   |
| 8     | Katja Ripatti           | FIN  | 5308   |

## Medaillenspiegel
| Medaillenspiegel (Endstand nach 41 Entscheidungen) | Medaillenspiegel (Endstand nach 41 Entscheidungen) | Medaillenspiegel (Endstand nach 41 Entscheidungen) | Medaillenspiegel (Endstand nach 41 Entscheidungen) | Medaillenspiegel (Endstand nach 41 Entscheidungen) | Medaillenspiegel (Endstand nach 41 Entscheidungen) |
| Platz                                              | Land                                               | Gold                                               | Silber                                             | Bronze                                             | Gesamt                                             |
| -------------------------------------------------- | -------------------------------------------------- | -------------------------------------------------- | -------------------------------------------------- | -------------------------------------------------- | -------------------------------------------------- |
| 01                                                 | Vereinigte Staaten                                 | 6                                                  | 4                                                  | 2                                                  | 12                                                 |
| 02                                                 | Deutschland                                        | 4                                                  | 2                                                  | 3                                                  | 9                                                  |
| 03                                                 | Äthiopien                                          | 4                                                  | 0                                                  | 2                                                  | 6                                                  |
| 04                                                 | Kenia                                              | 3                                                  | 5                                                  | 1                                                  | 9                                                  |
| 05                                                 | Russland                                           | 3                                                  | 1                                                  | 2                                                  | 6                                                  |
| 06                                                 | Kuba                                               | 3                                                  | 1                                                  | 1                                                  | 5                                                  |
| 07                                                 | Volksrepublik China                                | 3                                                  | 0                                                  | 2                                                  | 5                                                  |
| 08                                                 | Nigeria                                            | 2                                                  | 2                                                  | 0                                                  | 4                                                  |
| 09                                                 | Bulgarien                                          | 2                                                  | 0                                                  | 1                                                  | 3                                                  |
| 10                                                 | Rumänien                                           | 1                                                  | 3                                                  | 4                                                  | 8                                                  |
| 11                                                 | Ungarn                                             | 1                                                  | 3                                                  | 0                                                  | 4                                                  |
| 12                                                 | Australien                                         | 1                                                  | 2                                                  | 7                                                  | 10                                                 |
| 13                                                 | Spanien                                            | 1                                                  | 2                                                  | 0                                                  | 3                                                  |
| 14                                                 | Frankreich                                         | 1                                                  | 1                                                  | 1                                                  | 3                                                  |
| 15                                                 | Polen                                              | 1                                                  | 1                                                  | 0                                                  | 2                                                  |
| 16                                                 | Kanada                                             | 1                                                  | 0                                                  | 1                                                  | 2                                                  |
| 17                                                 | Katar                                              | 1                                                  | 0                                                  | 0                                                  | 1                                                  |
| 17                                                 | Schweiz                                            | 1                                                  | 0                                                  | 0                                                  | 1                                                  |
| 17                                                 | Ukraine                                            | 1                                                  | 0                                                  | 0                                                  | 1                                                  |
| 17                                                 | Usbekistan                                         | 1                                                  | 0                                                  | 0                                                  | 1                                                  |
| 21                                                 | Vereinigtes Königreich                             | 0                                                  | 3                                                  | 3                                                  | 6                                                  |
| 22                                                 | Finnland                                           | 0                                                  | 2                                                  | 1                                                  | 3                                                  |
| 22                                                 | Südafrika                                          | 0                                                  | 2                                                  | 1                                                  | 3                                                  |
| 24                                                 | Jamaika                                            | 0                                                  | 1                                                  | 1                                                  | 2                                                  |
| 24                                                 | Japan                                              | 0                                                  | 1                                                  | 1                                                  | 2                                                  |
| 24                                                 | Tschechien                                         | 0                                                  | 1                                                  | 1                                                  | 2                                                  |
| 24                                                 | Belarus                                            | 0                                                  | 1                                                  | 1                                                  | 2                                                  |
| 28                                                 | BR Jugoslawien                                     | 0                                                  | 1                                                  | 0                                                  | 1                                                  |
| 28                                                 | Sudan                                              | 0                                                  | 1                                                  | 0                                                  | 1                                                  |
| 28                                                 | Schweden                                           | 0                                                  | 1                                                  | 0                                                  | 1                                                  |
| 31                                                 | Algerien                                           | 0                                                  | 0                                                  | 1                                                  | 1                                                  |
| 31                                                 | Fidschi                                            | 0                                                  | 0                                                  | 1                                                  | 1                                                  |
| 31                                                 | Italien                                            | 0                                                  | 0                                                  | 1                                                  | 1                                                  |
| 31                                                 | Marokko                                            | 0                                                  | 0                                                  | 1                                                  | 1                                                  |
| 31                                                 | Niederlande                                        | 0                                                  | 0                                                  | 1                                                  | 1                                                  |
| Gesamt                                             | Gesamt                                             | 41                                                 | 41                                                 | 41                                                 | 123                                                |